# الجاوال
مرهم هي إحدى قرى عزلة أحور بمديرية أحور التابعة لمحافظة أبين، بلغ تعداد سكانها 169 نسمة حسب تعداد اليمن لعام 2004.